# Sceliphron aterrimus
Sceliphron aterrimus là một loài côn trùng cánh màng trong họ Sphecidae, thuộc chi Sceliphron. Loài này được Marquet miêu tả khoa học đầu tiên năm 1875.